# Go-Sanjō Tennō
Go-Sanjō Tennō (後三条天皇?) (3 de septiembre de 1034 – 15 de junio de 1073) fue el 71.er emperador de Japón, según el orden tradicional de sucesión. Reinó entre 1068 y 1073. Antes de ser ascendido al Trono de Crisantemo, su nombre personal (imina) era Príncipe Imperial Takahito (尊仁親王 Takahito-shinnō?).

## Genealogía
Go-Sanjō fue el segundo hijo del Go-Suzaku Tennō. Su madre fue la Emperatriz (Kōgō) Sadako (禎子内親王), tercera hija del Sanjō Tennō; sería el primer emperador en 170 años (desde el Emperador Uda) cuya madre no fue descendiente del clan Fujiwara.

### Hijos
- Princesa Imperial Toshiko (聡子内親王) (1050 – 1131)
- Príncipe Imperial Sadahito (貞仁親王, futuro Emperador Shirakawa) (1053 – 1129)
- Princesa Imperial Toshiko (俊子内親王) (1056 – 1132), Higuchi saigū (樋口斎宮, Princesa Imperial sirviente del Gran Santuario de Ise)
- Princesa Imperial Kako (佳子内親王) (1057 – 1130), Tomi-no-kōji Saiin (富小路斎院)
- Princesa Imperial Tokuji (篤子内親王) (1060 – 1114). Emperatriz (Chūgū del Emperador Horikawa)
- Príncipe Imperial Sanehito (実仁親王) (1071 – 1085), posible heredero del Emperador Shirakawa
- Príncipe Imperial Sukehito (輔仁親王) (1073 – 1119)

### Emperatrices y consortes
- Emperatriz (Chūgū): Keiko (馨子) (1029 – 1093), segunda hija del Emperador Go-Ichijō
- Emperatriz Viuda: Fujiwara Shigeko (藤原茂子) (¿? – 1062), hija de Fujiwara no Kinnari (藤原公成), hija adoptiva de Fujiwara no Yoshinobu
- Dama de la Corte: Minamoto no Motoko (源基子) (1047 – 1134), hija de Minamoto no Motohira
- Dama de la Corte: Fujiwara no Akiko (藤原昭子), hija de Fujiwara no Yorimune

## Biografía
El Príncipe Imperial Takahito no fue descendiente del clan Fujiwara, por lo tanto el kanpaku Fujiwara no Yorimichi lo trató de manera negligente, pero el Emperador Go-Suzaku decretó tras la ascensión al trono de su hermano mayor (el Emperador Go-Reizei) que el Príncipe Imperial Takahito sería el heredero al trono. 
Dado que el Emperador Go-Reizei no tuvo hijos propios hasta su muerte, el Príncipe Imperial Takahito se convertiría en emperador. Así en 1068, asume al trono a la edad de 34 años, con el nombre de Emperador Go-Sanjō.
El hermano menor de Yorimichi, Fujiwara no Norimichi asumió como kanpaku, pero el Emperador Go-Sanjō determinó gobernar personalmente. En 1069 decretó el Enkyū Shōen (el nombre Enkyū proviene del nombre de la era en que fue promulgado) y estableció una oficina gubernamental que certificara los registros de los Shōen. En 1070 reguló la seda y en 1072, en un intento de reformar el sistema Ritsuryō, planeó fortalecer las finanzas de la Casa Imperial.
En 1072, abdicó a los 38 años a favor de su hijo, el Emperador Shirakawa. El Emperador Go-Sanjō planeó establecer un gobierno enclaustrado, pero falleció por enfermedad al año siguiente.
Fue enterrado en las “Siete Tumbas Imperiales” en Ryōan-ji, Kioto. El túmulo dedicado al Emperador Go-Sanjō se conoce como Shu-zan; y la tumba fue hecha a través de una restauración de los sepulcros imperiales a finales del siglo XIX por el Emperador Meiji

## Kugyō
Kugyō (公卿) es el término colectivo para los personajes más poderosos y directamente ligados al servicio del emperador del Japón anterior a la restauración Meiji. Eran cortesanos hereditarios cuya experiencia y prestigio les había llevado a lo más alto del escalafón cortesano.
- Kanpaku:
- Daijō Daijin:
- Sadaijin:
- Udaijin:
- Nadaijin:
- Dainagon:

## Eras
- Jiryaku (1065 – 1069)
- Enkyū (1069 – 1074)